# Pyometra

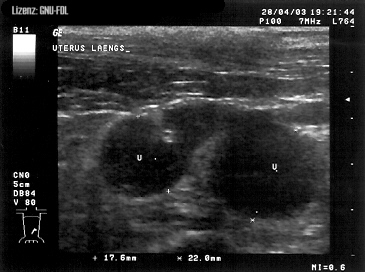
Pyometra viditelná při sonografickém vyšetření: černé útvary jsou děložní rohy naplněné patologickým obsahem

Pyometra (z řec. pyon, hnis, a metra, děloha) je zánět dělohy, při kterém dojde k naplnění děložní dutiny hnisavým výpotkem. U většiny savců včetně člověka vzniká pyometra rozvojem zánětu děložní sliznice, neboli endometritidy. Výjimkou je fena a kočka, kde hnisavý zánět dělohy vzniká na podkladě hormonálně podmíněných změn v děloze nekastrovaných a nenakrytých fen a koček po proběhlé říji.

## Pyometra u ženy
U ženy se může pyometra rozvinout při endometritidě, zánětu děložní sliznice. Endometrium zduřelé v důsledku zánětu může uzavřít kanál děložního hrdla a tak se v děložní dutině může hromadit hnis.

## Pyometra psů
Nejčastěji se pyometra vyskytuje u nekastrovaných fen, kde vzniká na podkladě nenormálního rozvoje děložní výstelky po proběhnuté říji. Onemocnění začíná jako cystická glandulární hyperplazie endometria, v děloze se hromadí sekret – rozvíjí se mukometra nebo hydrometra. Dojde-li v tomto okamžiku v průniku bakterií z pochvy do dělohy, nejčastěji se jedná o E. coli, sekret děložních žláz se stane živnou půdou pro tyto bakterie a hnisavý zánět dělohy je výsledek. U feny je to život ohrožující stav, protože toxiny produkované bakteriemi pronikají do celého těla, při nadměrné náplni dělohy může dojít též k jejímu prasknutí a vzniku hnisavé peritonitidy a celkové sepse. Mezi příznaky pyometry u feny patří především apatie, nechutenství, nadměrná žízeň a močení, neochota k pohybu a u otevřené pyometry hnisavý výtok z vulvy. Vzhledem k návaznosti pyometry na říjový cyklus se objevuje po proběhlém hárání. Onemocnění je zvláště u starších fen poměrně časté.

## Pyometra koček
U koček je pyometra častým onemocněním. Může vzniknout na podkladě hormonální nerovnováhy po proběhlé říji, kdy sice došlo k ovulaci a vzniku žlutého tělíska, ale ne k zabřeznutí. Progesteron produkovaný žlutým tělískem stimuluje děložní žlázky k produkci sekretu a to vede k podobnému stavu jako byl popsán u feny. Častější bývá vznik pyometry po použití hormonálních preparátů na bázi progestinů na potlačení říjového cyklu nekastrovaných koček.

## Pyometra krav
U krav vzniká pyometra z akutní nebo chronické endometritidy po porodu nebo po odumření plodu. Projevuje se vymizením říje a hnisavým zapáchajícím výtokem z pochvy. Jinak ale krávy nemají žádné příznaky ani u nich nedojde k poklesu užitkovosti. Až po delší době se objeví hubnutí, otoky kloubů, vypadávání srsti či tvorba hnisavých ložisek i jinde v těle.
Pyometra může postihnout i králíky, křečky, fretky, potkany a morčata či jakéhokoliv jiného placentárního savce.